# حشو (إعلام)
الحشو هو مادة جودتها ردئية أو تكلفتها رخيصة تستخدم لملء فترة زمنية في التلفاز أو وسيط ملموس كألبوم الموسيقى.

## التلفاز
في الأيام الأولى للتلفزيون، كان معظم الإنتاج على الهواء مباشرة. كانت ساعات البث محدودة وبالتالي تم بث بطاقة الاختبار بشكل شائع في أوقات أخرى. عند حدوث تعطل أثناء البث المباشر، يُوضع تسجيل قياسي. على هيئة الإذاعة البريطانية، غالبًا ما اِستُخدِم فيلم بعجلة الفخار لهذا الغرض، تم تصويره في نقابة الفنون في كومبتون بوترز. الأفلام القصيرة المشابهة، مثل القطة اللعوبة، كانت تستخدم أيضًا فواصل أو برامج خلالية لملء الفجوات في الجداول التلفزيونية. في الولايات المتحدة، تعود جذورها إلى أفلام الرعب القديمة بعد ظهر السبت التي يتم استضافتها على محطات مستقلة.